# Thomas Holland, I conte di Kent
Thomas Holland (1314 – 26 dicembre 1360) fu il primo conte di Kent, il secondo barone di Holand e un comandante militare inglese.
Proveniva da una famiglia della piccola nobiltà di Upholland, nel Lancashire. Era figlio di Robert de Holland, I barone di Holand e di Maud la Zouche.

## Biografia
All'inizio della sua carriera militare, combatté nelle Fiandre. Nel 1340 fu impegnato a partecipare alla spedizione inglese in Fiandra e inviato, due anni dopo, con Sir John D'Artevelle a Bayonne, per difendere la frontiera guascone contro i francesi. Nel 1343 era di nuovo in servizio in Francia e, l'anno seguente, ebbe l'onore di essere scelto tra i fondatori dell'Ordine della Giarrettiera.
Nel 1346 accompagnò il re Edoardo III d'Inghilterra in Normandia, dove fece prigionieri Raoul II di Brienne e il conte di Tancarville.
Nella battaglia di Crécy figurava tra i comandanti principali tra le truppe del principe di Galles; partecipò inoltre all'assedio di Calais nel 1346-1347.
Prima della spedizione sposò in segreto Joan di Kent, figlia di Edmondo Plantageneto, I conte di Kent, e di Margaret Wake, nipote di Edoardo I d'Inghilterra e Margherita di Francia. Tuttavia, durante la sua assenza in servizio all'estero, Joan, sotto pressione della sua famiglia, dovette contrarre un altro matrimonio con William Montacute, II conte di Salisbury.

Arma di Thomad Holland, I conte di Kent

Questo secondo matrimonio venne annullato nel 1349, quando il precedente matrimonio di Joan con Thomas venne dimostrato in modo soddisfacente dai commissari pontifici. A Joan venne ordinato dal Papa di tornare dal primo marito e di vivere con lui come moglie legittima.
Tra il 1353 e 1356 Thomas ricevette la nomina di barone di Holland.
Nel 1354 fu luogotenente del re in Bretagna, durante la minore età del duca di Bretagna, e nel 1359 co-capitano-generale per tutti i possedimenti inglesi sul continente.
Alla morte di suo cognato John, conte di Kent, nel 1352, ereditò il titolo tramite sua moglie.

## Discendenza
Dal matrimonio con Joan di Kent nacquero quattro figli:
- Thomas Holland (1350 - 25 aprile 1397), secondo conte di Kent;
- Joan Holland (1350-1384), che sposò il duca Giovanni V di Bretagna;
- John Holland (1352 - 16 gennaio 1400), primo duca di Exeter;
- Maud Holland (?-1392), sposò Valerano III di Lussemburgo-Ligny, conte di Ligny.